# Habaru
Habaru (en wallon : Habauru) est un hameau du village d'Assenois. Avec ce dernier il fait aujourd'hui partie de la commune de Léglise, dans la province de Luxembourg, en Région wallonne de Belgique. Avant la fusion des communes de 1977, il appartenait à l'ancienne commune d'Assenois.

## Situation et description
Implanté de part et d'autre d'un petit vallon arboré, Habaru est un hameau ardennais se situant entre les localités de Lavaux, Bernimont et Chevaudos. Les routes qui proviennent de ces trois localités se rejoignent au centre de Habaru où se dresse une belle croix de bois sur socle de pierres de schiste. C'est le seul édifice religieux dans le hameau. Quelques anciennes fermes en pierres de grès schisteux côtoient des constructions plus récentes. L'habitat n'est pas concentré.
La ligne de chemin de fer 162 Namur-Arlon, qui longe le Mellier, passe à quelques hectomètres au nord et à l'est de la localité.